# Boeijink-Huppel
Het scholtengoed Boeijink is een boerderij in Winterswijk, in de Achterhoek in de Nederlandse provincie Gelderland. Het is gelegen in de buurtschap Huppel. Het hoofdgebouw dateert uit de 18e eeuw, maar is sindsdien verbouwd, het huidige aanzien heeft het sinds het begin van de 20e eeuw. In 1529 was er reeds sprake van Huppel Bojinck
Sinds 2001 is het gebied van 27 hectare eigendom van de Stichting Geldersch Landschap en Kasteelen. Dat is inclusief een pachtboerderij, het "Bonenhuis".
De laatste bewoonsters van Boeijink hadden het scholtengoed nagelaten aan Geldersch Landschap, dat het hoofdgebouw en de schuren daarna in de periode 2005-2007 door de plaatselijke woningcorporatie De Woonplaats liet verbouwen tot "zorgwoningen".
Sinds 2001/2002 staan verscheidene gebouwen op de Nederlandse rijksmonumentenlijst:
- het hoofdgebouw van Boeijink, de eigenlijke boerderij/woning, uit de 18e eeuw,
- een grote schuur ("schöppe"), uit de periode 1900-1910
- een kleine schuur, uit de periode 1841-1860[4]

Ook was er een klein koetshuis, van omstreeks 1910, dat ook rijksmonument was, maar dit is bij de renovatie van het complex gesloopt.

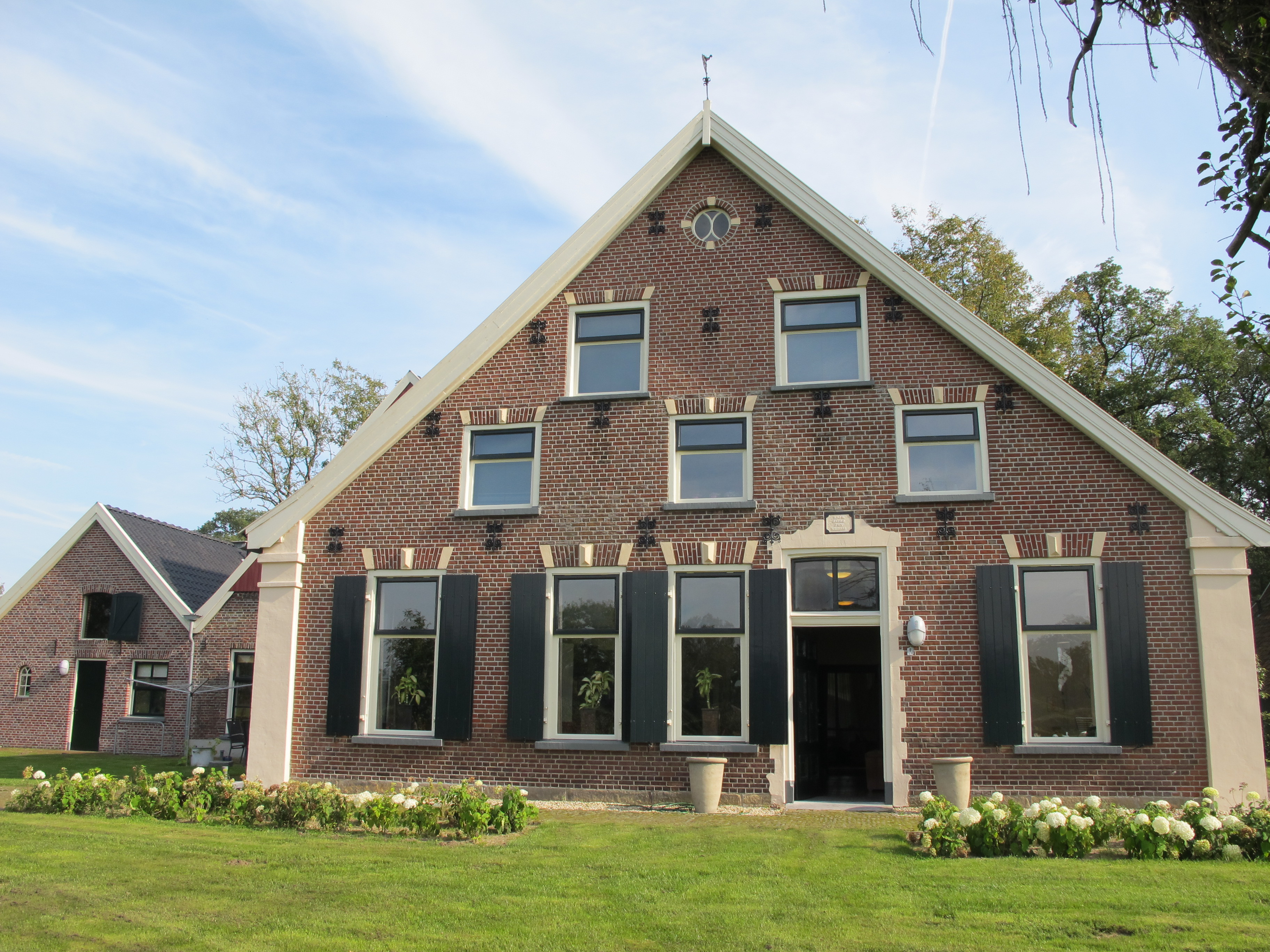
Woonhuis
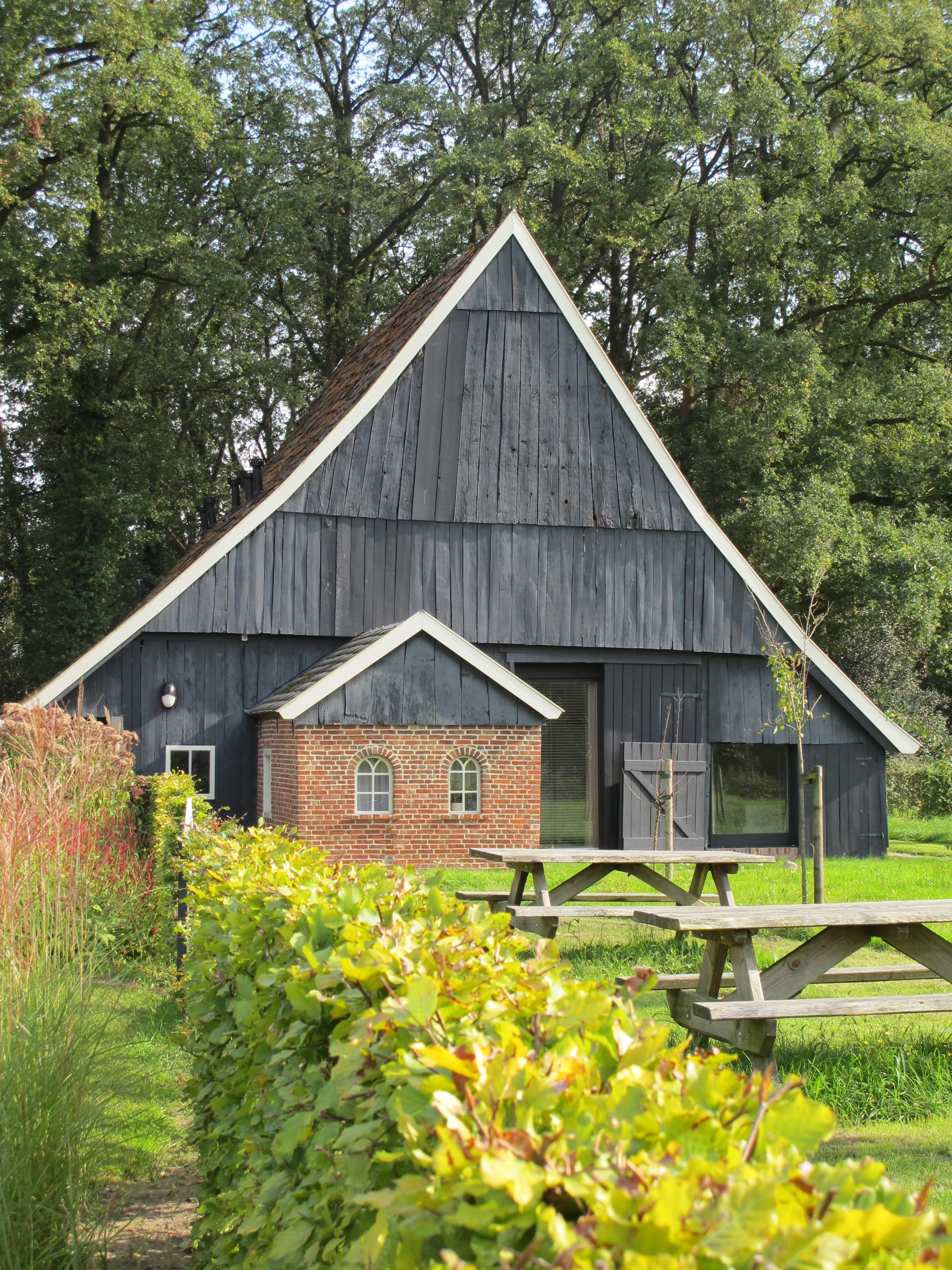
Grote schuur
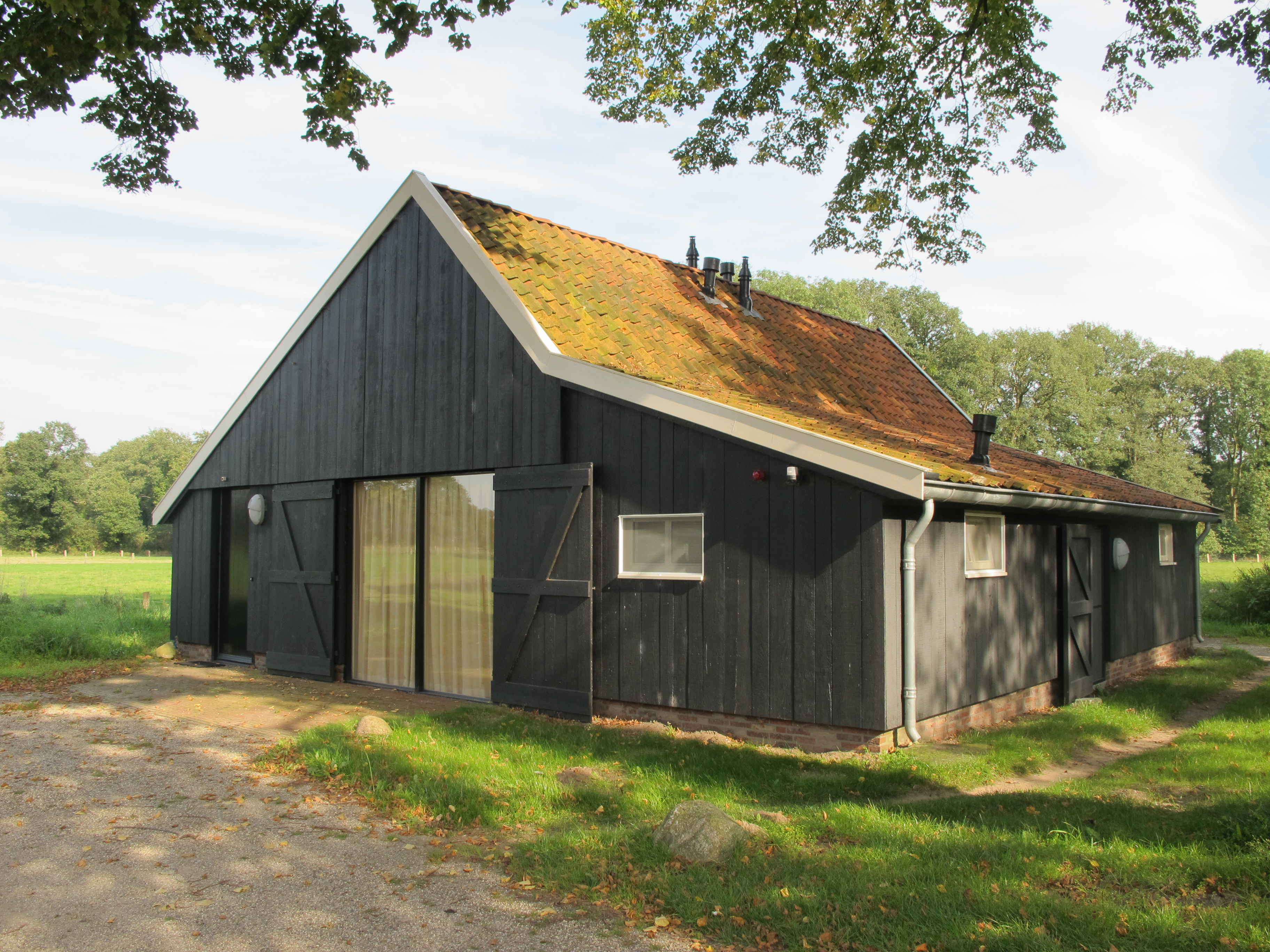
Kleine schuur